# Kalominua leonensis
Kalominua leonensis is een hooiwagen uit de familie Samoidae.